# Sidunte

Mapa del istmo de Corinto donde se aprecia la situación de Sidunte.

Sidunte (en griego, Σιδοῦς) fue una antigua fortaleza griega perteneciente a Corintia. 
Allí hizo una campaña el polemarco Praxitas de Esparta, el 390 a. C. ocupando Sidunte y la vecina Cromión. Después dejó guarniciones en ambas fortificaciones, pero Ifícrates de Atenas se apoderó posteriormente de estos lugares.
Es mencionada también en el Periplo de Pseudo-Escílax que señala que pertenecía a los corintios, al igual que Cromión.